# Cuisine du Guyana
La cuisine du Guyana ou gastronomie guyanienne est similaire à celle du reste des pays anglo-caribéens, en particulier à Trinidad-et-Tobago et au Suriname néerlandophone, où le mélange ethnique est quelque peu similaire. 

## Les mets guyaniens et la diversité des influences
La nourriture du Guyana reflète la composition ethnique du pays et son histoire coloniale, et comprend des groupes ethniques d'influences et de plats indiens, africains, créoles, portugais, amérindiens, chinois et européens (principalement britanniques). La nourriture est variée et comprend des plats tels que le dal bhat, le curry, le rôti, le kitchrie et le riz cuit (la variante locale du riz et des pois anglo-caribéens). Le repas en une seule casserole, bien qu'il ne soit pas le plat national, est l'un des plats les plus cuisinés.
Les plats ont été adaptés aux goûts guyaniens, souvent par l'ajout d'herbes et d'épices. Les préparations uniques comprennent le pepperpot de Guyana, un ragoût d'origine amérindienne à base de viande, de cassareep (un extrait amer du manioc) et d'assaisonnements. Les autres plats préférés sont le pain de manioc, les ragoûts et le metemgee, une soupe épaisse et riche avec des provisions hachées, du lait de coco et de grosses boulettes (appelées duff), consommées avec du poisson frit ou du poulet. La fabrication du pain maison, un art dans de nombreux villages, est un reflet de l'influence britannique qui comprend des pâtisseries telles que des rouleaux de fromage, des tartes aux pins (tartes à l'ananas) et des galettes.
La cuisine chinoise de style guyanais est populaire avec le poulet frit comme plats les plus populaires dans les restaurants et les plats à emporter dans les grandes villes. Les plats chinois populaires comprennent le lo mein, le chow mein et le "poulet à la fraise" (riz frit avec du poulet frit à la chinoise). 
De nombreux mets courants ont leurs origines anciennes dans l'est de l'Uttar Pradesh. Il s'agit notamment du satwa, du pholourie, du prasad, du pera, du dal puri et de plusieurs autres variantes de plats indiens. Le curry est très populaire en Guyane et la plupart des types de viande peuvent être curry : poulet, fruits de mer, chèvre, agneau et même canard.
Les provisions de terre des Caraïbes (connues familièrement sous le nom de provisions) font partie du régime alimentaire de base et comprennent le manioc, la patate douce et les eddoes. Il y a une abondance de fruits frais, de légumes et de fruits de mer sur la côte.
Le poisson frais et les fruits de mer font partie intégrante du régime alimentaire des Guyanais, en particulier dans les zones rurales et les petits villages le long de la côte. Les types de poissons les plus populaires comprennent le gilbaka, le poisson au beurre, le tilapia, le poisson-chat et le hassa (Hoplosternum). Les soupes de crabe au gombo de la région côtière de Berbice ressemblent aux soupes créoles de Louisiane comme le gombo.
La plupart des gens utilisent des fruits frais pour faire leurs propres boissons, appelées « boissons locales », qui sont faites à partir de fruits ou d'autres parties de plantes facilement disponibles. Les boissons maison les plus populaires sont le jus de citron vert (comme la limonade), la boisson au pin (à partir d'un ananas), le mauby, fabriqué à partir de l'écorce d'un arbre, la boisson à l'oseille, à base d'hibiscus, la bière de gingembre (à base de racine de gingembre) et le punch aux cacahuètes.

## Les événements gastronomiques
La nuit de Noël et du Nouvel An est la période la plus célébrée par les Guyanais pour la nourriture et les festivités. La préparation à l'avance commence par la préparation et le trempage des fruits et du rhum ou du vin pour le Black Cake des semaines ou parfois des mois à l'avance pour intensifier la saveur. Les boissons locales telles que la bière de gingembre, le mauby et l'oseille sont fermentées et nécessitent une période de repos (pré-préparation) avant leur fabrication. La bière de gingembre est la boisson de Noël préférée, similaire à la popularité du lait de poule en Amérique du Nord. Certains plats sont certainement servis comme le pepperpot de Guyane, le porc à l'ail, le gâteau noir, le gâteau éponge et le pain fait maison. Certaines boissons et aliments locaux nécessitent une préparation à l'avance.